# Prinia familiaris
Prinia familiaris là một loài chim trong họ Cisticolidae.